# Бензодіазепіни
Бензодіазепіни — клас психоактивних речовин зі снодійним, седативним, анксіолітичним (зменшення тривожності), міорелаксуючим і протисудомним ефектами. Дія бензодіазепінів пов'язана з впливом на рецептори ГАМК (гамма-аміномасляної кислоти). Більшість бензодіазепінів є транквілізаторами, деякі використовуються як снодійні засоби. У більшій чи меншій мірі бензодіазепінам притаманна протисудомна дія, деякі з них використовують виключно для боротьби з епілепсією. Бензодіазепіни входять в широку групу речовин депресантів центральної нервової системи.
Їх застосовують для лікування і зняття симптомів психічних занепокоєнь, безсоння, збудження, епілептичних припадків, м'язових спазмів, а також абстинентного синдрому від прийому алкоголю та наркотиків. Відома ефективність бензодіазепінів для лікування панічних атак, викликаних прийомом наркотиків-галюциногенів.
При довготривалому використанні можуть викликати звикання і фізичну залежність.

## Історія

Молекулярна структура хлордіазепоксиду, першого синтезованого бензодіазепіну

Перший бензодіазепін, хлордіазепоксид, був синтезований в 1955 році Лео Стернбахом під час роботи в «Hoffmann-La Roche» по розробці транквілізаторів. Фармакологічні властивості спочатку отриманих сполук були невтішними і Стернбах припинив проект. Два роки потому, у квітні 1957 року, співробітник Ерл Рідер під час генерального прибирання в лабораторії помітив «красиву кристалічну» сполуку, яка залишилася після закритого проекту. Ця речовина пізніше отримала назву хлордіазепоксид, але не була випробувана в 1955 році, оскільки Стернбах зосередився на інших проектах. Але потім, при випробуваннях на тваринах, у цієї речовини виявилися дуже сильні седативні, протисудомні та міорелаксуючі ефекти. Ці дані привели до її швидкого впровадження в клінічну практику в усьому світі в 1960 році під торговою маркою «лібріум». У 1959 році був синтезований діазепам, який став продаватися компанією «Hoffmann-La Roche» під торговою маркою «Валіум» в 1963 році. Оксазепам, метаболіт діазепаму, був синтезований в 1961 році Беллом. У 1971 році синтезували лоразепам, похідний оксазепаму, з метою створення більш сильного бензодіазепіну. У 1976 році був створений мідазолам, перший водорозчинний бензодіазепін, застосовуваний на практиці. Впровадження бензодіазепінів призвело до зменшення призначень барбітуратів і в 1970-х роках вони значною мірою замінили старі препарати для седативного і снодійного застосування.
Нова група препаратів спочатку була зустрінута медиками з оптимізмом, але поступово стали виникати проблеми, зокрема, в 1980-х роках виявився ризик залежності. Бензодіазепіни мають унікальну історію в тому, що через них був поданий найбільший в історії груповий позов проти виробників лікарських препаратів у Великій Британії, за участю 14 000 пацієнтів і 1800 юридичних фірм, які стверджували, що виробники знали про здатність викликати залежність, але навмисно приховували цю інформацію від лікарів. В той самий час 117 лікарів загальної практики і 50 органів охорони здоров'я отримали позови від пацієнтів на відшкодування збитку за шкідливі наслідки залежності і відміни препаратів. Це призвело до того, що лікарі стали вимагати юридичну оформлену згоду своїх пацієнтів і адекватно попереджали їх про ризики залежності і відміни до початку лікування бензодіазепінами. Вина виробників лікарських засобів не була доведена.
У 2010 році раніше секретні документи наради експертів Медичної Дослідницької Ради (MRC, Велика Британія) показали, що MRC було відомо про дослідження, проведене 30 років тому, в якому припустили, що бензодіазепіни можуть викликати пошкодження головного мозку у деяких людей, подібні до того, які виникають при алкоголізмі, а подальші великі клінічні дослідження з цієї проблеми не проводилися. MRC відхилила пропозиції про проведення досліджень в 1980-х роках професором Лейдером (Lader), а також пропозиції професора Ештона у 1995 році щодо вивчення постійного впливу бензодіазепінів на головний мозок. MRC у відповідь заявила, що завжди була відкрита для пропозицій по дослідженнях у цій галузі, які відповідають необхідним стандартам.

## Фармакологія
Похідним бензодіазепіну притаманна анксіолітична активність (занепокоєння, напруженість) і снодійна, а в невеликих дозах заспокійлива (седативна) дія. Усунення психічного напруження сприяє заспокоєнню і розвитку сну. Крім того, бензодіазепіни знижують тонус скелетних м'язів (ефект, пов'язаний з пригніченням полісинаптичних рефлексів на рівні спинного мозку) і демонструють протисудомну активність, потенціюють дію речовин, що пригнічують ЦНС, у тому числі алкоголю і засобів для наркозу, та надають амнестичну дію (викликають антероградну амнезію).
Анксіолітична і снодійна дія бензодіазепінів обумовлена їхньою пригнічуючою дією на лімбічну систему й активуючою на ретикулярну формацію стовбура мозку. Механізм цих ефектів пов'язують зі стимуляцією бензодіазепінових ГАМКA-рецепторів, агоністами яких вони є.
Основна фармакологічна проблема, пов'язана з використанням бензодіазепінів, полягає в їхній здатності викликати розвиток залежності, що пов'язано з високим ризиком появи абстиненції, найчастіше після тривалого курсу терапії. Тривале призначення бензодіазепінів зазвичай потрібне при лікуванні панічного розладу і генералізованого тривожного розладу, що мають хронічний перебіг. Симптоми відміни можуть бути істотним обмеженням при проведенні терапії, приводячи до появи почуття дискомфорту, і ускладнюючи своєчасне припинення лікування. Фармакологічну залежність часто плутають зі звиканням до лікарських препаратів, що значно ускладнює клінічне використання бензодіазепінів.

### Фармакологічна характеристика лігандів бензодіазепінових рецепторів
- бензодіазепінові рецептори, пов'язані з ГАМК хлорного каналів комплексу (ГАМК рецептори). ГАМК-агоністи викликають відкриття Cl каналу.
- бензодіазепінові рецептори є модулюючою одиницею, зміни у відповідь на ГАМК. BZ агоністів підвищення субмаксимальних відповідей на ГАМК (не може збільшити максимальних відповідей). Чи не має пряму дію на Cl каналу.
- два типи рецепторів: стимуляція BZ 1-рецепторів виробляти до гіпнотичних ефектів при BZ 2-рецепторів посередником протисудомного ефекту
- ймовірно, також периферичні рецептори BZ
- BZ рецептори розміщені в корі головного мозку, лімбічної системи, корі мозочка і спинного мозку
- підвищення дозування бензодіазепінів, розміщення рецепторів, збільшення виробництва прогресивного спектра ефекту від анксіолітичного та протисудомного ефекту амнезії, седативний ефект і зрештою гіпноз та анестезію.
- флумазеніл при введенні в зростаючих дозах поступово змінює ці ефекти без будь-яких змін у фармакокінетиці агоністом ліків.
- тіопентал натрію і нейростероїди також діють на ГАМК-Cl канальний комплекс
- анксіолітичну дію, ймовірно, опосередковано 5-HT рецепторів в лімбічній системі

### Хімічні властивості
Термін «бензодіазепін» означає хімічну назву гетероциклічної сполуки, яка утворюється шляхом з'єднання бензольної та діазепінової кільцевої систем. Бензодіазепіни — це група близькоспоріднених препаратів. Назва «бензодіазепіни» відображає загальні структурні особливості — бензольне кільце, з'єднане з семичленним діазепіновим кільцем. Небензодіазепіни зв'язуються з тим же сайтом ГАМК-рецепторів, що і бензодіазепіни, і мають схожі фармакологічні властивості. Хоча небензодіазепіни структурно не пов'язані з бензодіазепінами, обидва класи препаратів мають однаковий фармакофор, що пояснює їхній спільний сайт зв'язування з рецептором.

### Механізм дії
Бензодіазепіни, алостерично взаємодіючи з ГАМКA-рецепторами, збільшують спорідненість гамма-аміномасляної кислоти (ГАМК) до цих рецепторів, тим самим збільшується надходження іонів хлору всередину нейронів і підвищують гальмівний постсинаптичний потенціал, що знижує збудливість нейронів.

Схематична діаграма (α1)_{2}(β2)_{2}(γ2) ГАМК_{A}-рецепторного комплексу, який представлений 5 білковими субодиницями, які формують рецептор, пору хлоридного (Cl^{-}) іонного каналу в центрі, 2 ГАМК-зв'язуючих сайту на межі α_{1} і β_{2}, і сайт аллостеричного зв'язування бензодіазепінів на межі α_{1} і γ_{2}

Бензодіазепіни і етиловий спирт підсилюють активацію ГАМКА-ρ-рецепторів. При тривалому вживанні великих доз етанолу (або барбітуратів, або бензодіазепінів) спостерігається зниження чутливості ГАМКA рецепторів (механізм розвитку стійкості і залежності). При раптовому припиненні прийому етанолу зберігається зниження ГАМК-ергічної передачі. ГАМК — основний гальмівний нейромедіатор ЦНС. Тому для цього стану характерні тривога, безсоння, ажитовані делірієм і епілептиформними нападами. Підвищуючи чутливість ГАМКA рецепторів до ГАМК, бензодіазепіни відновлюють нормальні процеси гальмування в ЦНС. Детоксикація бензодіазепіновими препаратами, імовірно, заснована на цьому механізмі і дозволяє відновити нормальну активність ГАМК-ергічної системи.
Гамма-аміномасляна кислота (ГАМК) являє собою основний інгібітор нейротрансмісії в ЦНС. Ця амінокислота діє, зв'язуючись з ГАМКА рецепторами — ліганд-залежними каналами, в яких ділянку зв'язування нейромедіатора й іонний канал складає один макромолекулярний комплекс. Оскільки іонний канал, який входить до складу ГАМКА рецептора, селективно пропускає всередину нейрона аніони хлору, активація ГАМКА рецептора призводить до гіперполяризації нейрона і, таким чином, гальмує запуск потенціалу дії. Механізм дії бензодіазепінів ґрунтується на зв'язуванні зі специфічною ділянкою ГАМКА рецептора.

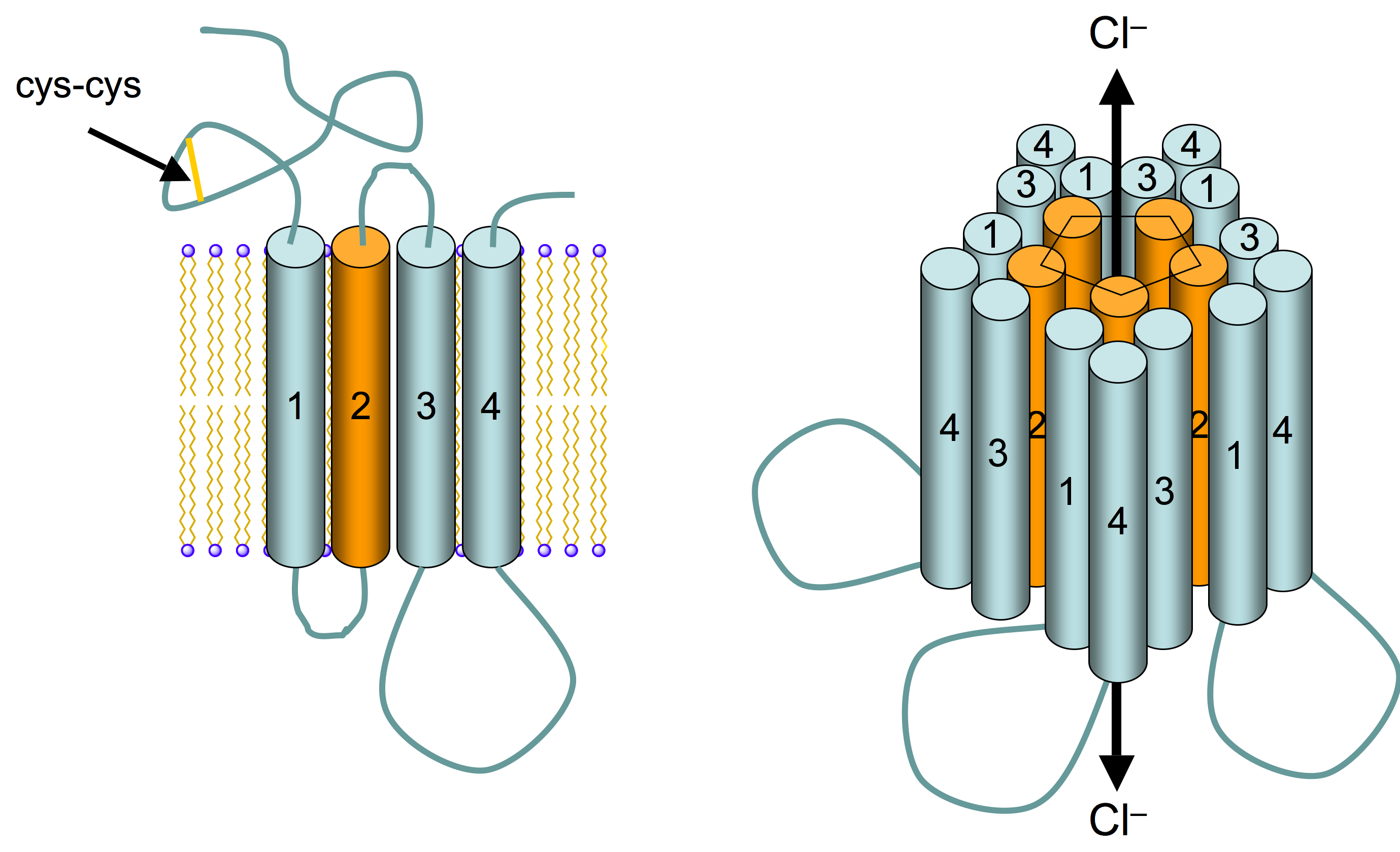
Схематичне зображення: зліва — одна субодиниця ГАМК_{А} рецептора, праворуч — п'ять субодиниць, симетрично оточують канал, по якому в клітку надходить аніон хлору

Фармакологія ГАМКА рецептора досить складна. ГАМКА рецептор служить основним місцем дії не тільки бензодіазепінів, але і барбітуратів, а також обумовлює деякі токсичні ефекти етанолу. На малюнку схематично зображені ділянки зв'язування ліків і нейромедіаторів на ГАМКА рецепторі. Бензодіазепіни та барбітурати зв'язуються з різними ділянками рецептора і підсилюють гальмівну дію ГАМК. Вони діють за допомогою алостеричної регуляції, змінюючи конфігурацію рецептора так, що його спорідненість до ГАМК збільшується. Крім того, ці препарати взаємно підсилюють дію один одного. Етиловий спирт також діє алостерично, підвищуючи спорідненість рецептора до ГАМК та інших препаратів. Він не зв'язується з самим рецептором, а змінює його мембранне оточення.
У високих дозах барбітурати та етиловий спирт, але не бензодіазепіни, можуть відкривати канали для іонів хлору незалежно від ГАМК. Той факт, що бензодіазепіни, барбітурати та етиловий спирт діють на один і той же рецептор, пояснює їхній фармакологічний синергізм (отже, небезпеку передозування при комбінованому застосуванні) і перехресну толерантність. Перехресна толерантність використовується при детоксикації хворих на алкоголізм бензодіазепіновими препаратами.
ГАМКА-рецептори, утворюючи різні комбінації підтипів субодиниць, мають різні властивості, розподіл в головному мозку, фармакологічні і клінічні ефекти. Нещодавно було показано, що ГАМКА рецептори складаються з декількох субодиниць. Активний ГАМКА рецептор включає дві α субодиниці, дві β субодиниці та γ або δ субодиницю. З бензодіазепінами взаємодіють тільки ті рецептори, у складі яких є γ субодиниця. Виявлено декілька різновидів a, b і γ субодиниць. Різноманітність ГАМКА рецепторів, яке забезпечується різними поєднаннями субодиниць, використовується для створення нових лікарських препаратів. Різниця ГАМКА рецепторів дозволяє сподіватися на розробку в майбутньому нових, більш селективних бензодіазепіноподобних препаратів, що мають менш виражений седативний ефект, або рідше викликають залежність.
Хоча відомо, що основна дія бензодіазепінів і золпідему пов'язана з алостеричною регуляцією ГАМКА рецепторів, залишається не зовсім зрозумілим їхній анксіолітичний ефект при застосуванні в терапевтичних дозах.
Є нез'ясованим, які саме ГАМК-ергічні синапси з безлічі присутніх у ЦНС опосередковують анксіолітичну дію і які їхні нормальні фізіологічні функції. На основі даних, отриманих в дослідах на тваринах, вважають, що анксіолітичні властивості бензодіазепінів пов'язані з інгібуванням нейронів лімбічної системи, включаючи мигдалину, а також серотонінергічні (5-HT) і норадренергічні нейрони стовбура мозку. Протисудомна дія бензодіазепінів може бути пов'язана з дією на нейрони кори головного мозку.
Бензодіазепіни також взаємодіють з периферійними бензодіазепіновими рецепторами, які присутні, переважно, в периферійній нервовій системі, нейроглії. Ці периферійні рецептори структурно не пов'язані з ГАМКА-рецепторами. Вони модулюють імунну систему і беруть участь в реакціях організму на ушкодження. Бензодіазепіни також функціонують як слабкі інгібітори зворотного захоплення аденозину. Припускають, що їхні протисудомний, анксіолітичний і міорелаксуючий ефекти можуть бути частково опосередковані цим механізмом.

### Фармакокінетика
Розрізняють три групи бензодіазепінів залежно від їхнього періоду напіввиведення. Деякі бензодіазепіни, такі як діазепам і хлордіазепоксид, мають довгостроково діючі активні метаболіти, які метаболізуються в десметил-діазепам. Десметил-діазепам має період напіввиведення 36-200 годин, афлуразепам з основним активним метаболітом десалкілфлуразепам з періодом напіввиведення 40-250 годин. Ці довгостроково діючі метаболіти — часткові агоністи
- Бензодіазепіни короткої дії мають період напіввиведення 1-12 годин. Вони володіють деяким залишковим ефектом, якщо приймаються перед сном, відновлення безсоння може відбутися після їхньої відміни. Вони можуть викликати симптоми відміни на наступний день у вигляді посилення тривожності при тривалому використанні. До них відносять бротізолам, мідазолам, триазолам.
- Бензодіазепіни середньої тривалості дії мають період напіввиведення 12-40 годин. Вони можуть мати деякий залишковий ефект в першій половині дня, якщо застосовуються як снодійне. Поновлення безсоння, однак, частіше виникає при припиненні прийому бензодіазепінів середньої тривалості дії, ніж тривалого. Приклади: алпразолам, естазолам, флунітразепам, клоназепам, лорметазепам, лоразепам, нітразепам, темазепам.
- Бензодіазепіни тривалої дії з періодом напіввиведення 40-250 годин. При їхньому прийомі є ризик накопичення в літньому віці та в осіб з тяжкими порушеннями функції печінки, але вони викликають менш виражені ефекти «рикошету» і синдром відміни. Приклади: діазепам, клоразепам, хлордіазепоксид і флуразепам.

## Способи введення препаратів

### Пероральний прийом
Більшість бензодіазепінів добре всмоктуються після прийому на порожній шлунок. Для багатьох препаратів максимальний рівень у плазмі крові досягається протягом 1-3 годин після прийому, хоча серед бензодіазепінів цей часовий діапазон може сильно варіювати. Антациди значною мірою перешкоджають всмоктуванню бензодіазепінів, тому прийом бензодіазепінів повинен передувати прийому антацидів.
Швидкість настання ефекту може бути важливим фактором при виборі бензодіазепіну. Наприклад, швидкий розвиток ефекту важливо в тих випадках, коли необхідно домогтися седації або при труднощах з засинанням. Препарати уповільненої дії призначаються у тих випадках, коли відзначаються проблеми зі сном в середині ночі. Пік концентрації швидко діючих препаратів вище і коротше в порівнянні з піком концентрації повільно діючих препаратів, який нижче і довше. Психотропні ефекти швидко діючих препаратів, наприклад діазепаму або клоразепаму, чітко відчуваються хворим, оскільки їхня концентрація змінюється швидко, а пік концентрації досить високий. Таким чином, хворі можуть відчувати як позитивні, так і негативні ефекти. Деякі хворі очікують якнайшвидшого початку дії препарату, сприймаючи його як терапевтичний. Інші хворі можуть відчувати дисфорію, скаржаться на загальмованість і порушення координації рухів. Часто такі хворі краще реагують на препарати уповільненої дії. Тому важливо ретельно розпитувати хворих про появу подібних реакцій. Хворим, схильним до зловживання ліками, можуть подобатися ефекти, що виникають на піку концентрації бензодіазепіну. Тому пацієнтам, у яких в анамнезі відзначалася лікарська залежність, краще призначити препарат уповільненої дії (наприклад, оксазепам) або взагалі не призначати бензодіазепіни.
Бензодіазепіни помітно різняться за швидкістю настання терапевтичного ефекту, що забезпечує широкі можливості для вибору препарату. Діазепам швидко всмоктується і зазвичай досягає максимальної концентрації протягом однієї години після прийому per os.

### Сублінгвальне застосування
Деякі бензодіазепіни (негенеричні форми лоразепаму, алпразоламу і тріазоламу) випускаються у формі, придатній як для сублінгвального, так і для перорального застосування. Виявляється, що швидкості досягнення максимальної концентрації при сублінгвальному і пероральному застосуванні розрізняються незначно. Однак в результаті застосування може бути зручніше в тому випадку, якщо хворий не може ковтати таблетки або приймає препарат на повний шлунок, що уповільнює всмоктування. Крім того, при очікуванні швидкого полегшення симптоматики зростає ефект плацебо. При сублінгвальному застосуванні таблетку слід покласти під язик і дати їй розчинитися. Сухість у роті може ускладнювати розчинення таблетки. Залежно від комбінації речовин, генеричні форми можуть не всмоктуватися сублінгвально.

### Внутрішньом'язове введення
Всмоктування бензодіазепінів після внутрішньом'язової ін'єкції розрізняється залежно від препарату і місця введення. У м'язах з гарним кровопостачанням всмоктування відбувається швидше. Зокрема, вважається, що лоразепам, мідазолам і, можливо, діазепам добре всмоктуються в дельтоподібному м'язові, що робить це місце переважніше для внутрішньом'язового введення, ніж широкий латеральний м'яз або великий сідничний м'яз. Хлордіазепоксид погано всмоктується при внутрішньом'язовому введенні, незалежно від місця ін'єкції.

## Показання до застосування
Основні показання до застосування бензодіазепінів, золпідему, залеплону і буспірону.
Клінічні показання для призначення бензодіазепінів різноманітні. Наприклад, флуразепам, темазепам і триазолам використовують для лікування безсоння, діазепам — для лікування тривожних станів, міорелаксації і як премедикацію перед хірургічними втручаннями. Однак у всіх препаратів цієї групи є загальні фармакологічні властивості. Відмінності показань відображають переважно різний ступінь доказовості проведених досліджень і маркетингові міркування, а не терапевтичну доцільність. Іншими словами, діазепам ефективний при безсонні, а флуразепам може бути рекомендований як анксіолітик. У більшості випадків вибір препарату робиться на основі відмінностей у фармакокінетичних параметрах та ефективності (як вказувалося раніше). Особливо важливо враховувати ефективність при лікуванні панічних атак, при яких потужні бензодіазепіни (наприклад, алпразолам і клоназепам) мають очевидну перевагу. Висока ефективність і тривалий період напіввиведення клоназепаму пояснюють ефективність цього препарату при лікуванні деяких видів епілепсії. Небензодіазепіновий препарат буспірон може застосовуватися для лікування ГТР, але непридатний для лікування панічного розладу. Його головні недоліки — повільний розвиток ефекту і недостатня ефективність.

### Тривога
Бензодіазепіни можуть використовуватися для симптоматичного лікування короткочасної тривоги, неврозів, страху та емоційного напруження, пов'язаного з соматичними захворюваннями (наприклад, після інфаркту міокарда) і хірургічним втручанням (наприклад, до і після операції). При цьому використовується те ж дозування, що і при інших видах ситуаційної тривоги, а саме: менше 30 мг діазепаму на добу (або еквівалентна доза іншого препарату). Літнім хворим або хворим з порушеннями функції печінки краще приймати лоразепам або оксазепам, оскільки ці препарати не накопичуються в організмі. Таким хворим слід призначити нижчі дози.

### Генералізований тривожний розлад
Генералізований тривожний розлад (ГТР) характеризується надмірним тривалим занепокоєнням (шість місяців і більше), яке супроводжується специфічними симптомами тривоги, такими як м'язова напруга, гіперактивність вегетативної нервової системи або підвищений рівень безсоння. Поки невідомо, чи є ГТР самостійною нозологічною одиницею чи характеризує стан різнорідної групи пацієнтів. Однак цей діагноз дозволяє виділити групу хворих, які потребують однакового лікування. Дані сімейного анамнезу, перебіг захворювання і навіть реакцій на лікування свідчать про те, що ГТР швидше пов'язаний з великим депресивним розладом, ніж з іншими тривожними розладами.
При діагностиці ГТР необхідно враховувати, що симптоми тривоги нерідко можуть бути викликані іншими психічними і соматичними захворюваннями або лікарськими препаратами (вторинна тривога). Симптоми тривоги часто супроводжують депресію, психози, обсесивно-компульсивний розлад та інші психічні захворювання. Тривога також може бути проявом соматичних захворювань, таких як астма, обструктивні захворювання легень і гіпертиреоз, або виникати при передозуванні лікарських препаратів (амінофіліну, тиреоїдних гормонів, кофеїну, діуретиків і препаратів, що пригнічують апетит). Вторинна тривога також може бути симптомом відміни алкоголю або інших засобів, що пригнічують ЦНС. При вторинній тривозі необхідно починати лікування основного захворювання, хоча в багатьох випадках короткострокова або курсова терапія бензодіазепінами також може бути корисна. Однак у ряді клінічних ситуацій (наприклад, при певних респіраторних захворюваннях) бензодіазепіни можуть заподіяти шкоду.
При вивченні ГТР було показано, що в гострій стадії захворювання відзначається значний плацебо-ефект, що ускладнює розробку нових препаратів. Антидепресанти, застосовувані досить довго і в адекватних дозах, принаймні так само ефективні, як і бензодіазепіни. Наприклад, при дослідженні венлафаксину у рандомізованих плацебо-контрольованих дослідженнях була доведена його ефективність при лікуванні ГТР. Бензодіазепіни достовірно зменшують симптоми тривоги, але для досягнення тривалого стабільного результату їх слід поєднувати з психотерапією (наприклад, когнітивною або поведінковою). Низькопотентні бензодіазепіни пролонгованої дії, як правило, більш ефективні і безпечні. Потужні короткодіючі препарати, такі як алпразолам, характеризуються високим ризиком розвитку залежності і появи рецидивів тривоги в проміжках між прийомами. У більшості випадків для досягнення терапевтичного ефекту достатньо приймати 15-30 мг діазепаму в добу або еквівалентну дозу іншого препарату, хоча іноді потрібні дози, еквівалентні 40-50 мг діазепаму. У деяких хворих стабільне поліпшення настає після 2-6 тижнів терапії, однак у більшості випадків припинення терапії призводить до появи рецидивів тривоги. Як правило, тривала терапія (шість місяців і більше) ефективна і безпечна у більшості хворих, хоча слід поступово знижувати дозу препарату, контролюючи розвиток можливих рецидивів. При припиненні терапії важливо відрізняти рецидив основного захворювання від симптомів відміни.

### Депресія
Бензодіазепіни, як правило, неефективні при лікуванні великої депресії, навіть якщо тривога є основним симптомом. Коли алпразолам вперше був введений в медичну практику, передбачалося, що у нього є антидепресивна активність. Проте подальші дослідження і клінічний досвід не підтвердили це припущення. Тим не менш, оскільки депресія може розвинутися із симптомів тривоги в молодому віці або тривога може стати причиною розвитку депресивного епізоду, транквілізатори здатні відігравати певну роль в запобіганні та лікуванні депресії (або пом'якшувати стрес, який може погіршувати або прискорювати розвиток депресії). При депресивному синдромі транквілізатори можна призначати в кращому випадку як додаткову терапію. Наприклад, було показано, що при сумісному використанні клоназепаму і флуоксетину ефективність останнього підвищується.

### Тривожна депресія
Якщо при депресії яскраво виражені тривожні симптоми, то, поки не почали діяти антидепресанти, можна додатково призначити бензодіазепіни (на 1-4 тижні). Необхідно підкреслити, що бензодіазепіни не можуть замінити ефективної антидепресивної терапії та хворих слід готувати до короткострокового використання бензодіазепінів. Депресія, коморбідна з тривожним розладом, наприклад з панічним розладом або соціофобією, гірше піддається лікуванню. Переважно в цьому випадку слід використовувати препарати з декількох класів.

### Депресія з безсонням
У хворих, які страждають депресивним розладом, часто відзначаються проблеми зі сном. Однак багато антидепресантів з найбільш сприятливим профілем побічних симптомів (наприклад, СІЗЗС, венлафаксин, дезипрамін, нортриптилін і бупропіон) не володіють седативним ефектом, а іноді самі можуть викликати безсоння (наприклад, СІЗЗС, бупропіон або транілціпромін). Для лікування безсоння при депресії лікар може використовувати два шляхи: а) антидепресант з вираженим седативним ефектом, наприклад нефазодон або міртазапін (приймається у повній дозі на ніч) або трициклічні антидепресанти — доксепін або амітриптилін, володіють антихолінергічними і, можливо, серцево-судинними побічними ефектами; б) на додаток до антидепресантів тимчасово призначити на ніч седативно-снодійні препарати. Найчастіше в цих цілях використовуються золпідем, залеплон, бензодіазепіни і тразодон (50 мг на ніч). Тривалість їхнього використання, як правило, обмежується часом розвитку терапевтичного ефекту антидепресантів (наприклад, 1-3 тижні). Більш тривале застосування снодійного або додаткове призначення тразодону рекомендується в тому випадку, якщо вихідний антидепресант (наприклад, флуоксетин) надає добрий терапевтичний ефект, але як побічний симптом викликає безсоння.

### Безсоння
Бензодіазепіни можуть застосовуватися для короткочасного лікування безсоння. Їх використання довше 2-4 тижнів не рекомендується у зв'язку з ризиком розвитку залежності. Переважно застосування бензодіазепінів рекомендоване з перервами і в мінімально-ефективній дозі. Вони покращують сон внаслідок скорочення часу перебування в ліжку перед сном, продовжуючи час сну і в цілому зменшуючи неспання. Однак, вони погіршують якість сну, збільшуючи період поверхневого сну і зменшуючи час глибокого сну. До інших недоліків снодійних засобів, у тому числі бензодіазепінів, відносять можливий розвиток толерантності до їхніх ефектів, відновлення безсоння, зменшення періоду повільного сну і розвиток синдрому відміни, який характеризується відновленням безсоння і тривалим періодом занепокоєння і хвилювання. Для лікування безсоння рекомендуються швидкодіючі бензодіазепіни з коротким періодом напіврозпаду, такі як триазолам, темазепам. Довгодіючі бензодіазепіни, такі як нітразепам та діазепам, володіють залишковими явищами, які можуть зберігатися на наступний день і, загалом, не рекомендуються при безсонні.
Залишається невідомим, чи будуть нові небензодіазепінові снодійні засоби (Z-препарати) краще, ніж бензодіазепіни короткої дії. Ефективність цих двох груп препаратів однакова. За даними американського агентства з досліджень і якості в галузі охорони здоров'я (англ. US Agency for Healthcare Research and Quality), непряме порівняння показує, що побічні ефекти бензодіазепінів можуть виникати приблизно в два рази частіше, ніж небензодіазепінів. Це може зробити небензодіазепіни переважнішими для довгострокового лікування безсоння. Однак, NICE Великої Британії не знайшов переконливих доказів на користь Z-препаратів. В огляді NICE наголошується, що Z-препарати короткої дії неправильно порівнювалися в клінічних випробуваннях з бензодіазепінами тривалої дії. Не було жодного дослідження, що порівнює Z-препарати короткої дії з відповідною дозою бензодіазепінів короткої дії. Виходячи з цього, NICE рекомендував вибирати снодійний засіб на основі вартості й переваги пацієнта.
Існує думка, що довгострокове використання снодійних засобів і їхнє часте виписування представляється як невиправданий ризик, особливо для літніх людей, і є шкідливим для здоров'я населення в цілому.

### Алкогольна абстиненція
Завдяки своїй ефективності і безпеці бензодіазепіни розглядаються як препарати вибору при лікуванні алкогольної абстиненції. Ефект заснований на конкурентному блокуванні бензодіазепінових рецепторів.

## Застосування при маніях і психотичних розладах

### Манія та інші психози з психомоторним збудженням
У декількох невеликих відкритих дослідженнях повідомляється про ефективність клоназепаму при лікуванні манії як у монотерапії, так і в поєднанні з літієм. Разом з тим, нині немає переконливих доказів того, що клоназепам володіє специфічною антиманіакальною дією. Клоназепам та інші бензодіазепіни при лікуванні манії звичайно використовуються тільки як додатковий седативний, симптоматичний засіб.
Багато хворих з маніями та іншими психозами потребують седації, особливо на початковій стадії захворювання. Бензодіазепіни є безпечними і надійними седативними засобами і при цьому відносно рідко викликають побічні ефекти. Бензодіазепіни не повинні заважати основній терапії, що складається, залежно від діагнозу, з нормотиміків або нейролептиків. Попри те, що нейролептики часто використовуються для контролю руйнівної поведінки і психомоторного збудження, побічні ефекти типових нейролептиків (наприклад, акатизія) можуть посилювати ажитацію. Атипові антипсихотики, наприклад оланзапін і рисперидон, цілком ефективні і більш безпечні при лікуванні маніакальних станів. При виражених маніакальних симптомах бензодіазепіни (наприклад, клоназепам або лоразепам) рекомендується використовувати в поєднанні з атиповими або типовими антипсихотиками до досягнення седативного ефекту. Після цього бензодіазепіни поступово, протягом 2-3 тижнів, скасовують, тому ризик розвитку залежності невеликий.

## Застосування

### Початок терапії
Перед початком терапії слід попередити хворого про те, що бензодіазепіни можуть викликати седативний ефект. Поки хворий не впевниться, що призначена йому доза препарату безпечна, не слід займатися водінням автомобіля і працювати зі складним обладнанням. Хворого слід інформувати, що бензодіазепіни необхідно приймати на порожній шлунок і не використовувати одночасно антацидні препарати, оскільки їжа та антациди можуть погіршувати всмоктування. Проводити лабораторні аналізи перед початком терапії не потрібно. Відносним протипоказанням для прийому бензодіазепінів є зловживання алкоголем або іншими лікарськими сполуками в анамнезі. Таким хворим бензодіазепіни призначаються тільки в тому випадку, якщо є абсолютні медичні показання та інші лікарські препарати неефективні. При призначенні бензодіазепінів необхідно вести ретельне спостереження за хворими. Альтернативними препаратами при детоксикації алкоголіків з ГТР є буспірон або антидепресанти. Проводити терапію тривожного розладу в активних алкоголіків не слід до проведення детоксикації.
При короткочасній терапії ситуаційної тривоги звичайно потрібно не більше 30 мг діазепаму на добу або еквівалентну кількість іншого препарату. Вищі дози іноді використовуються при ГТР. Здоровій людині для досягнення снодійного ефекту потрібно в середньому 30 мг флуразепаму або 30 мг темазепаму, або 5 мг діазепаму, або 15 мг квазепаму, або 1 мг лоразепаму, або 0,25 мг тріазоламу. Літнім людям, як правило, призначають препарати з коротшим періодом дії і в менших дозах.
На початку анксіолітичної терапії бензодіазепіни слід призначати в нижчих дозах (наприклад, діазепам по 2-5 мг три рази на день). Це дозволяє оцінити чутливість хворого до препарату й уникнути надмірної седації. Потім дози поступово збільшують до появи терапевтичного ефекту. При використанні препаратів з тривалим періодом напіввиведення (наприклад, діазепаму, хлордіазепоксиду або клоразепату) дози слід збільшувати повільніше, оскільки стабільна концентрація цих препаратів у плазмі крові встановлюється тільки через кілька днів. Дози препаратів короткочасної дії (наприклад, лоразепаму або оксазепаму) можна збільшувати швидше (наприклад, через два дні).
Надалі необхідно оцінювати не тільки ефективність препарату, але і побічні ефекти. Хворі зі скаргами на надмірну седацію можуть відчути покращення після тимчасового зниження дозування. З часом у більшості хворих розвивається адаптація до седативного ефекту. Внаслідок того, що седативний ефект розвивається при вищій концентрації препарату в плазмі крові, ніж анксіолітичний ефект, стан хворих може поліпшуватися, якщо препарат приймається частіше і в менших дозах. Збільшення частоти прийому сприяє також зняттю рецидивів тривоги, які можуть виникати в проміжках між прийомами при використанні препаратів короткочасної дії, наприклад, алпразоламу. Причиною непереносимості або втрати ефективності бензодіазепінових препаратів можуть бути фармакокінетичні фактори, як у випадку з седативним ефектом або рецидивами між прийомами. У такому випадку рекомендується перейти на препарат з іншими фармакокінетичними параметрами (наприклад, замінити алпразолам клоназепамом). Альтернативний підхід — препарат іншого хімічного класу (наприклад, буспірон або антидепресанти при ГТР або антидепресанти при панічному розладі).

### Зловживання
Всупереч загальноприйнятій думці, виявляється, що якщо бензодіазепіни застосовуються за показаннями, випадки зловживання зустрічаються досить рідко (тобто хворі рідко підвищують дозування без дозволу лікаря і приймають препарати в немедичних цілях). Більшість хворих, що зловживають бензодіазепінами, зловживають також і іншими препаратами. Хворі, які зловживають засобами, що пригнічують ЦНС, можуть щодня приймати дози, еквівалентні сотням міліграмів діазепаму. При передозуванні необхідна детоксикація в стаціонарних умовах. Для детоксикації використовуються або фенобарбітал, або бензодіазепіни з тривалим періодом напіввиведення, такі як діазепам.

## Застосування у літньому віці
Уповільнений метаболізм препаратів у печінці й підвищена фармакодинамічна чутливість обумовлюють необхідність обережного призначення бензодіазепінів літнім хворим. В цілому найбільш безпечні бензодіазепіни короткочасної дії, особливо ті, які метаболізуються шляхом глюкуронізації (лоразепам, темазепам і оксазепам). При дослідженні хворих старше 65 років було виявлено, що бензодіазепіни з періодом напіввиведення понад 24 годин (на відміну від препаратів з коротким періодом напіввиведення) підвищують ризик переломів стегна на 70 % у порівнянні з хворими, не отримують психотропні препарати. Можливість кумуляції бензодіазепінів з тривалим періодом напіввиведення повинна обов'язково враховуватися при диференційній діагностиці делірію або швидкого наростання мнестико-інтелектуальних розладів у літньому віці.

## Застосування при вагітності
Ранні повідомлення, що пов'язують застосування діазепаму з розвитком розщелини губи і розщелини піднебіння у новонароджених, не підтвердилися. З іншого боку, немає досліджень, що демонструють повну безпеку застосування бензодіазепінів у період вагітності. Нещодавно були опубліковані дані про випадки затримки росту плода при внутрішньо- і позаматковій вагітності, дисморфізму і дисфункції ЦНС, але ці дані ставляться під сумнів упередженим вибором хворих і недостатнім дослідженням дії інших психотропних препаратів. Хоча тератогенність бензодіазепінів не доведена, розумно утриматися від їхнього використання, особливо на ранніх термінах вагітності. Винятки становлять ті випадки, коли є абсолютні показання до застосування бензодіазепінів.

## Критика
Психіатр Саулітіс Андріс та представники «швейцарської школи» психіатрії виступають проти застосування бензодіазепінів в лікуванні хворих, оскільки це призводить до деменції.[джерело?]